# Elio Masferrer
Elio R. Masferrer Kan (Rosario, Argentina 7 de diciembre de 1946) es un antropólogo, historiador y científico social nacionalizado mexicano, antropólogo de las religiones y etnohistoriador, especializado en la antropología en sociedades complejas, puntualmente en la relación entre religión y política, sistemas religiosos contemporáneos y los totonacos de la Sierra Norte de Puebla, México. Desde 1980 es profesor-investigador titular C de Tiempo Completo de la Escuela Nacional de Antropología e Historia (ENAH) del Instituto Nacional de Antropología e Historia (INAH) en México. Miembro del Sistema Nacional de Investigadoras e Investigadores (SECIHTI), nivel III y desde 2015 investigador emérito del INAH, con 1028 citas en Google Académico, indice h: 16 e índice i10: 31.

## Datos y Trayectoria Académica
Es doctor en Antropología por la Escuela Nacional de Antropología e Historia (ENAH), México; maestro en Antropología Social por la Universidad Iberoamericana, México. Obtuvo un diploma de Estudios Antropológicos (DEA) con especialización en Antropología de las religiones por la Pontificia Universidad Católica del Perú, y licenciado en Historia con especialización en Antropología por la Universidad Nacional de Rosario, Argentina. Además, cuenta con Diplomas en Desarrollo Regional y Federalismo Comparado por el Instituto Nacional de la Administración Pública de México, Análisis y diseño de la Reforma del Estado en México por la Facultad de Ciencias Políticas y Sociales de la Universidad Nacional Autónoma de México y Comisión para la Reforma del Estado de la LX Legislatura Cámara de Diputados.
Fue investigador asociado del Instituto Indigenista Interamericano (III) (1979-1985) y en el Instituto Nacional Indigenista (INI) (1979). En 1980 a través de concurso de oposición ingresó a la ENAH como profesor-investigador de tiempo completo, impartiendo regularmente los cursos de Antropología de las Religiones y Teoría Antropológica. Desde 1982 hasta se realizaron reuniones de investigación donde se exponían y confrontaban los resultados de las mismas sobre religión y etnicidad. Un par de años más tarde, a la invitación del Consejo Mexicano de Ciencias Sociales (COMECSO) que en 1984 lo dirigía Ricardo Pozas Horcasitas, fue invitado a la red de investigadores de tema, la cual fue Estado, Iglesias y Grupos Laicos, esta red de investigadores, posteriormente se transformaría en la red nacional de Religión Sociedad y Política la cual celebra anualmente un congreso nacional en el territorio mexicano. Como resultado de las reuniones de religión y etnicidad, se funda en 1990 la Asociación Latinoamericana para el Estudio de las Religiones (ALER), siendo presidente del Secretariado permanente desde 1998 hasta la fecha, teniendo lugar cada dos años la celebración de un Congreso Internacional, empezando en México y continuando en diversos países: 1987, 1988, 1990, 1992, México; Colombia (1996); Argentina (1998); Italia (2000); Perú (2002); Chiapas, México (2004); Brasil (2006); Colombia (2008); España (2010); El Salvador (2012); Puerto Rico (2014); Costa Rica (2016); España (2018); Campeche, México (2021); Italia (2023) y Serbia (2025). Así mismo, la asociación tiene relación con la Asociación Internacional de Historia de las Religiones (IAHR).
En 1995 fue secretario ejecutivo del XVII Congreso Internacional de Historia de las Religiones llevado a cabo en México. Fue miembro del Consejo de la Sociedad Internacional de Sociología de las Religiones. En 2009, fue presidente del Comité Organizador del 53º Congreso Internacional de Americanistas, celebrado en la Ciudad de México. 
Coordinador del Programa de Investigación Formativa (PIF), “Etnicidad y Religión” de la ENAH, así como de la Línea de investigación Religión, iglesias y sistemas simbólicos del posgrado en Ciencias Antropológicas y Antropología e Historia de las Religiones en el posgrado Historia y Etnohistoria de la misma institución.
Al igual que en México, ha ejercido la docencia en Argentina y Perú. Además de haber dictado cursos en instituciones de educación superior, conferencias y participado en congresos en Alemania Federal, Argentina, Austria, Brasil, Canadá, Cuba, Chile, Costa Rica, El Salvador, España, Estados Unidos, Colombia, Ecuador, Finlandia, Francia, Irlanda, Italia, México, Países Bajos, Perú, Polonia, Puerto Rico, República Checa, Rusia, Sudáfrica, Suecia, Suiza y Uruguay.
A lo largo de sus años como docente, acumula 145 tesis dirigidas y aprobadas tanto de licenciatura como de posgrado en diversas instituciones nacionales e internacionales (México, Italia, España y Argentina) hasta 2025.

## Proyectos, Investigación y, Difusión y Divulgación Científica

##### Proyectos e Investigación:
- - Historia y Antropología de las Religiones. En el que se incluyen el Seminario Permanent[12] y 11va promoción del Diplomado (generaciones 2015-2025[13]). Los cuales se llevan a cabo en la ENAH.[14]
  - Mundos Religiosos.

##### Líneas de Investigación:
- - Religión y política.
  - Sistemas religiosos contemporáneos.
  - Religión, iglesias y sistemas simbólicos.
  - Antropología e Historia de las Religiones.
  - Etnohistoria y análisis contemporáneo de los totonacos de la Sierra Norte de Puebla.
  - Antropología en sociedades complejas.

##### Difusión y divulgación Científica:
- - Editor responsable de la revista Religiones Latinoamericanas. Nueva Época[15]
  - Coeditor del Boletín Semanal Actualidad Sociopoliticareligiosa[16]

## Obras y publicaciones
Autor de más de 110 publicaciones en editoriales y revistas especializadas de Alemania Federal, Argentina, Canadá, Estados Unidos, Colombia, Francia, Italia, México, Panamá, Perú, República Checa y Uruguay, además de numerosos artículos de divulgación. Así como participante en diversos y numerosos espacios de comunicación a través de entrevistas de carácter periodístico sobre temas de su especialidad.

##### Entre sus obras principales se encuentran:
- 1980- Índice general de América Indígena y Anuario Indigenista 1940-1980, t.1, México, Instituto Indigenista Interamericano (Serie SEDAL), Contiene 1642 sumarios[17]
- 1981- Índice general del Boletín Indigenista y Noticias Indigenistas de América, t. II, México, Instituto Indigenista Interamericano, (Serie SEDAL, 2), Contiene 1804 sumarios
- 1982- Índice Analítico unificado de América Latina, Anuario Indigenista y Boletín Indigenista (1940-1980), t. III. México, Instituto Indigenista Interamericano (Serie SEDAL, 3), Vocabulario controlado de alrededor de 10,000 términos técnicos.
- 1998- No temas, …yo soy tu madre. Estudios socioantropológicos de los peregrinos a la Basílica de Guadalupe, México, Plaza y Valdés-CRSR (coautor) ISBN: 968-856-603-9[18]
- 1998- Sectas o Iglesias. Viejos o Nuevos movimientos religiosos, México, Plaza y Valdés (Compilador)(segunda edición 2000) ISBN: 968-856-579-2[19]
- 2004- Los totonacos. Monografía. México, Comisión Nacional para el Desarrollo de los Pueblos Indios-PNUD ISBN: 970-753-025-1[20]
- 2004- ¿Es del César o es de Dios? Un modelo antropológico del campo religioso, México, Plaza y Valdés-UNAM (reeditado en 2007 y 2016) ISBN: 970 722 316 2[21]
- 2006- Cambio y continuidad entre los totonacos de la Sierra Norte de Puebla, Jalapa, Editora del Estado de Veracruz ISBN: 970626258X[22]
- 2009- Los Dueños del tiempo. Los tutunakú de la Sierra Norte de Puebla, México, Fundación Juan Rulfo(reeditado 2017) ISBN: 9786070004278[23]
- 2009- Religión, poder y cultura. Ensayos sobre la política y la diversidad de creencias, México, Libros de la Araucaria(reeditado 2013) ISBN: 9786070004834[24]
- 2011- Pluralidad religiosa en México. Cifras y proyecciones, México, Libros de la Araucaria[25] ISBN: 9789871300327[26]
- 2014-Religión, política y metodologías. Aportes al estudio de los sistemas religiosos, México, Libros de la Araucaria ISBN: 9786070076701[27]
- 2017- Un antropólogo de campo en Cuicuilco. Revista de Ciencias antropológicas, INAH/ENAH, México, ISSN: 2448-9018[28]
- 2018 - Lo religioso dentro de lo político. Las elecciones de México 2018, Libros de la Araucaria, México, ISBN: 9789871300464[29]
- 2019- Nuevos problemas de la Antropología de las Religiones en Revista Andaluza de Antropología, 16, Universidad de Sevilla, España, !SSN: 2174-6796[30]
- 2020- La eficacia simbólica en un mundo de crisis. Pandemia y campo político religioso en Religiones Latinoamericanas. Nueva Época N. 6, México, ALER, ISSN: 0188-4050[31]
- 2022- Región, cultura e historia. La estructura histórica cultural del poder en la Iglesia católica mexicana en Signos históricos, UAM, México, ISSN: 1665-4420[32]
- 2025 - Las condiciones históricas para el triunfo de López Obrador en Espejel Espinoza, A.; Muñoz Canto, C. S. & Díaz Sandoval, M. (coords.) Cambios y continuidades de los partidos políticos en México, a partir de la emergencia de la Cuarta Transformación, UNAM, México, pp. 180 - 216, ISBN: 978-607-587-291-9[33]

##### Obras en las que ha fungido como editor o coordinador, destacando:
- 1983- Educación, etnias y descolonización en América Latina. Una guía para la educación bilingüe e intercultural, 2 vols., México, Organización de las Naciones Unidas para la Educación, la Ciencia y la Cultura (UNESCO), Instituto Indigenista Interamericano (III) (Coeditor)
- 1999- Revista Académica para el Estudio de las Religiones (N. 2): Chiapas el factor religioso, México[34]
- 2000- Revista Académica para el Estudio de las Religiones (N. 3) Nuevas religiones del Nuevo Milenio, México[35]
- 2003- Etnografía del estado de Puebla, 3 vols., Norte, Centro y Sur, Puebla, gobierno del estado de Puebla, Contiene trabajos de 108 colaboradores.
- 2010- Los pueblos indígenas de puebla. Atlas Etnográfico, México, CONACULTA[36]
- 2010- Los dioses, el evangelio y el costumbre. Ensayos de pluralidad religiosa en las regiones indígenas de México, IV tomos, México, INAH [37]ISBN: 978-607-484-087-2 Vol. I,[38] 978-607-484-088-9[39] Vol. II, 978-607-484-117-6[40] Vol. III y 978-607-484-136-7 Vol. IV[41]
- 2013- Estado laico y contrarreforma al 24 Constitucional, México, Libros de la Araucaria ISBN: 9789871300365[42]
- 2014- Sociedad y Religión, El Cotidiano N. 185, México, UAM-A ISSN: 1563-7417[43]
- 2022-Antropología latinoamericana contemporánea: reflexiones, aportes y estudios de caso, Universidad Nacional de Jujuy / ENAH, tiraxi ediciones, ISBN: 978-987-8936-13-0[44]
- 2023- "Sembrando vida": Una investigación etnográfica acerca del programa forestal, México, INAH / ENAH, ISBN: 978-607-539-755-9[45]

## Distinciones
- Investigador Emérito del Instituto Nacional de Antropología e Historia (INAH) México (2015), logro que implica mantenerse en activo a diferencia de otros países, con mejor salario y un conjunto de distinciones especiales de la institución, siendo una posición académica asignada por concurso de pares.
- Medalla "150 años del Congreso Internacional de Americanistas (ICA)", la cual fue otorgada en Novi Sad, Serbia; en el marco del 58° Congreso ICA.